# Preeti Sagar
Preeti Sagar es una cantante de playback India, de Bollywood, actualmente está retirada de la escena musical. Fue ganadora del Premio Filmfare como Mejor Cantante Femenina de playback por su canción titulada "Mero Gaam Katha Parey", interpretada para una película titulada "Manthan" en 1978 y fue nominada previamente por su canción titulada "My Heart is Beating", interpretada para la película Julie (1975).

## Carrera
Preeti ha obtenido un conocimiento básico en la música y canto clásico. Ella saltó a la fama con su canción en su versión en inglés titulada "My Heart is Beating keeps on repeating", para ser interpretada para una película titulada "Julie", dirigida por Rajesh Roshan. Ella ganó un premio especial de Filmfare, incluyendo para el mismo director de dicha película.
A pesar de todos los elogios y los premios, de alguna manera ella realmente no logró sostener su posición en el Bollywood. A comparación con Geeta Dutt y Asha Bhosle, de alguna manera su crecimiento como cantante, no podía hacerse un espacio por sí misma en la industria.
Ella decidió centrarse en el entretenimiento y en la educación de la industria musical, dirigido para niños. Ella trabajó con Sa Re Ga Ma, para crear una serie de colecciones de canciones infantiles para ser interpretadas en hindi e inglés. También creó una serie Cuentos de Hadas.

## Vida personal
Actualmente Preeti Sagar vive en Mumbai con su esposo y sus dos hijas. Ella es hija del actor de cine, Moti Sagar, primo del actor Motilal, del cantante ya fallecido Mukesh, quien actuó en películas como, Apna Ghar, Burma Road y Chhoti Chhoti Batein en la década de los años 1950 y 1960. Preeti tiene otras dos hermanas entre ellas, la más joven Namita Sagar, una conocida actriz que participó en una serie de televisión titulada, Phulwari Bacchon Ki (1992–1999), producida por su padre.

## Pistas populares
- Julie (1975) - My heart is beating
- Nishant (1975) - Piya Baaj Pyaala Piya Jaye Na
- Manthan (1976) - Mero Gaam Katha Parey
- Bhoomika (1977) - Tumhare bin jee naa lage
- Kalyug (1981) - What's your problem
- Mandi (1983) - Shamsher Bhare Na Maang Ghazab